# 佐々木史朗 (裁判官)
佐々木 史朗（ささき しろう、1926年（大正15年）7月18日 - 2003年（平成15年）4月22日）は、日本の裁判官、弁護士。札幌高等裁判所長官、福岡高等裁判所長官。1996年勲二等旭日重光章受章。

## 人物
裁判官を退官したのちは弁護士になり、1994年のゼネコン汚職事件で逮捕・起訴された清山信二元鹿島建設副社長の弁護人を務めた。

## 経歴
- 1950年 - 九州大学法学部卒業
- 1952年 - 判事補任官
- 1965年 - 最高裁判所刑事局第三課長
- 1966年 - 最高裁判所刑事局第一課長
- 1970年 - 東京地方裁判所判事
- 1971年 - 東京地方裁判所部総括判事
- 1976年 - 裁判所書記官研修所長
- 1979年 - 山形地方裁判所長
- 1982年 - 甲府地方裁判所長
- 1983年 - 東京高等裁判所部総括判事
- 1986年 - 前橋地方裁判所長
- 1987年 - 横浜地方裁判所長
- 1989年 - 札幌高等裁判所長官
- 1990年 - 福岡高等裁判所長官
- 1991年 - 定年退官
- 1996年 - 勲二等旭日重光章受賞

## 著書
- 『刑事訴訟と訴訟指揮』（日本評論社、1976年）
- 『註釈刑事訴訟法・第１巻』（共著、立花書房、1976年）

## 雑誌記事
- 『刑事裁判官論--事実上の問題点 (刑事裁判官論--当事者主義訴訟における裁判官の役割(特集))』p.p156 - 169（日本刑法学会、有斐閣、1972年）
- 『現代刑事裁判史の一断面』p.p117 - 119（日本刑法学会、有斐閣、1995年）